# 煙の王様
『煙の王様』（けむりのおうさま）は、1962年10月28日にTBS系列で放送された単発のテレビドラマ。および、それのリメイクとして製作され、1963年6月に日活配給で公開された映画。

## あらすじ
舞台は、煙突が立ち並ぶ川崎市の工場地帯。そこの埋立地に廃棄された、古い三等列車に住む百々山家の次男・三明は、“ポパイ”と呼ばれ、明朗快活な少年であった。
ある日、長男の一彦が勤務先の工場で事故に遭い、足に大けがを負ってしまう。工場をやめさせられた一彦は、家を飛び出してしまった。そんな中、拡張工事のために、百々山家の簡易住宅が強制執行されることになった。

## テレビドラマ
1962年10月28日の21時30分 - 22時30分に、TBS系列『東芝日曜劇場』（東芝の一社提供）で放送された（第308回）。全編オールロケ収録の、モノクロフィルムによる製作である（テレビ映画）。制作はTBSと東京テレビ映画（現：TBSビジョン）。
第17回文部省芸術祭賞（文部大臣賞）、第2回日本テレフィルム技術賞（録音）受賞作品。演出は、当時TBSディレクターであった円谷一。音楽は山下毅雄が担当した。
芸術祭賞受賞記念として、1963年1月13日に同枠で再放送された。また1964年10月11日に「五輪記念特別番組 英語字幕スーパー版」が同枠で放送された。これは外国人記者に『東芝日曜劇場』の数作品をモニターしてもらい、本作が好評を得たことによる。これを機に、当時の日本のテレビ番組としては珍しく外国でも放送された。1964年の夏にカナダのカナダ放送協会（CBC）にて放送され、その後、アメリカのCBSでも放送された。
現在は横浜市の放送ライブラリーで閲覧できるほか、CS放送TBSチャンネルでもたびたび放送されている。

### スタッフ
- 演出：円谷一
- 演出補助：宮本裕、樋口祐三、満田かずほ、村木良彦
- 脚本：生田直親
- 音楽：山下毅雄
- 撮影：古山三郎、渡辺晋
- 音声：後藤勝彦
- 編集：藤岡和子

### キャスト
- 百々山加代：菅井きん
- 百々山一彦：佐々木功
- 百々山三明（ポパイ）：市川好郎
- バンビ：北島マヤ
- 三国一朗 *ノンクレジット
- 藤原釜足
- 木村：戸浦六宏
- 百々山ふさ子：相原ふさ子
- 百々山末子：榊原秀春
- 河野秋武
- 如月寛多
- 天草四郎
- 上野富紀雄
- 山田稔
- 新保晴文
- 青柳直人
- 八木俊郎
- 川路夏子
- 小松方正
- 梅津栄
- 小川虎之助
- 磯野秋雄

| TBS系 東芝日曜劇場      | TBS系 東芝日曜劇場          | TBS系 東芝日曜劇場                       |
| 前番組                  | 番組名                      | 次番組                                   |
| ----------------------- | --------------------------- | ---------------------------------------- |
| 慕情 （1962年10月21日） | 煙の王様 （1962年10月28日） | 人間の土地 （1962年11月4日） （ABC制作） |

| TBS系 東芝日曜劇場                                   | TBS系 東芝日曜劇場                             | TBS系 東芝日曜劇場                        |
| 前番組                                               | 番組名                                         | 次番組                                    |
| ---------------------------------------------------- | ---------------------------------------------- | ----------------------------------------- |
| カミさんと私 その15 人生のおみやげ （1964年10月4日） | 煙の王様 英語字幕スーパー版 （1964年10月11日） | 海のおへそ （1964年10月25日） （RKB制作） |

## 映画
前年のテレビドラマが評価を受けたことにより、映画版が製作された。1963年6月23日公開。配給は日活。99分。
百々山三明役には、テレビドラマから引き続き、市川好郎が起用された。

### スタッフ
- 監督：樋口弘美
- 企画：大塚和
- 脚色：根岸正、原源一
- 原作：生田直親
- 撮影：間宮義雄
- 美術：千葉一彦
- 照明：三尾三郎
- 音楽：鏑木創
- 録音：神保小四郎
- 編集：鈴木晄
- スチル：式田高一

### キャスト
- 百々山一彦：浜田光夫
- 百々山三明：市川好郎
- 津川郁子：十朱幸代
- 河田徹夫：杉山俊夫
- 百々山加代：奈良岡朋子
- 百々山国子：工藤富子
- 今西克子：阪口美奈子
- 武藤甲吉：殿山泰司
- 工場長吉川：小沢栄太郎
- 斎藤：梅野泰靖
- スクラップ工場長：小沢昭一
- 武藤華子：田山まり
- ：水城英子
- さき：福田トヨ
- 車掌：渡辺節子
- 店員：坂巻祥子
- なみ江：後藤栄子
- ：佐川明子
- 木村：鈴木瑞穂
- 石田次郎：寺田誠
- 百々山末子：小野崎博敏
- シャモ：山室公男
- カッパ：森坂秀樹
- ツキ見：小園江五
- ヨツメ：岡本信人
- カン助：菅野直行
- 組立工場主任：小泉郁之助
- スクラップ工場男A：青木富夫
- スクラップ工場男B：黒田剛
- バンドマンA：柳瀬志郎
- バンドマンB：高緒弘志
- バンドマンC：木下雅弘
- バンドマンD：浜口竜哉
- そば屋：衣笠真寿男
- 村山一彦：糸賀靖雄
- 労働者：東郷秀美
- ：高野誠二郎
- ：和田浩治
- 以下ノンクレジット
- 河田清作：大町文夫
- 機関区長：嵯峨善兵